# Martin Sprenger
Martin Sprenger (* 7. Dezember 1963 in Chur, Graubünden/Schweiz) ist ein österreichischer Mediziner, Autor und nichtwissenschaftlicher Mitarbeiter an zwei Instituten der Medizinischen Universität Graz. Öffentlich bekannt wurde er im Frühjahr 2020 durch seinen Rückzug aus der „Coronavirus-Taskforce“ des Gesundheitsministeriums. Zu seinen Erfahrungen in dieser Zeit entstand das Buch Das Corona-Rätsel.

## Leben und Beruf
Der Sohn eines Österreichers und einer Deutschen wurde in der Schweiz geboren und verbrachte dort auch seine frühe Kindheit. 1969 übersiedelte seine Familie nach Tirol, wo er die Volksschule Aldrans sowie anschließend bis 1977 das Realgymnasium in Innsbruck besuchte. Dem folgten drei Jahre Berufsausbildung an der HTL Bau und Design Innsbruck und zwei weitere Jahre an der HTL in Saalfelden bis zur Matura an der Abteilung Tiefbau 1982.
Ab 1983 studierte er zunächst Kulturtechnik an der Universität für Bodenkultur Wien und ab 1984 Medizin an der Medizinischen Universität Wien sowie der Karl-Franzens-Universität Graz, wo er 1994 auch promovierte. Während des Medizinstudiums war er freier Mitarbeiter verschiedener Statik- und Architekturbüros in Wien, Tirol und der Steiermark.
Nach vier Jahren Turnusausbildung in der Steiermark und zwei Jahren als Assistenz- und Notarzt der Chirurgie im Landeskrankenhaus Weiz ging er 2001 für eine zweijährige Ausbildung zum Master of Public Health nach Auckland in Neuseeland.
2002 begann er seine Laufbahn an der Medizinischen Universität Graz, neben Lehrtätigkeiten vor allem als wissenschaftlicher Koordinator des Universitätslehrgangs Public Health. Zugleich begann er die ehrenamtliche Arbeit als Allgemeinmediziner für die Grazer Marienambulanz der Caritas Steiermark und wurde Mitglied der dortigen Ärztekammer. 2010 beendete er seine Arzttätigkeit, um die Leitung des Public Health-Lehrgangs zu übernehmen. Die Mitgliedschaft der Ärztekammer blieb seither außerordentlich. Er ist außerdem nichtwissenschaftlicher Mitarbeiter an den Instituten für Sozialmedizin und Epidemiologie sowie für Allgemeinmedizin und evidenzbasierte Versorgungsforschung der Medizinischen Universität Graz.  
Seit 2004 arbeitet Sprenger auch als freier Unternehmensberater, mit Lehraufträgen an diversen Fachhochschulen und Universitäten sowie in verschiedenen Gesundheitsprojekten.

## Wirken ab 2020
Im Zuge der COVID-19-Pandemie in Österreich berief man Sprenger Anfang März in den Beraterstab der „Coronavirus-Taskforce“ des Gesundheitsministeriums. Nach Sebastian Kurz’ Pressekonferenz am 30. März äußerte er öffentlich Kritik und nannte etwa das Schließen von Parks und Wandergebieten „nicht nachvollziehbar“. Dies führte zum Bruch und nach internen Attacken am 8. April 2020 zum Rückzug als Berater Rudolf Anschobers, der ihn durch Christiane Druml ersetzte.
Seine im Tagebuch festgehaltenen Erfahrungen erschienen unter dem Titel Das Corona-Rätsel als Buch. Es werfe einen „soziologischen Blick(s) auf die Folgen des Lockdowns in der Gesellschaft“, so Der Standard. Nach Ansicht der Zeit Österreich „habe Sprenger weiterhin viel Wertschätzung für die Experten der Taskforce, für Rudi Anschober, sogar für Sebastian Kurz“ und zitierte ihn: „Der Lockdown war perfekt getimt, das muss man als Kanzler auch erst mal durchdrücken. Aber der richtige Zeitpunkt zur Deeskalation wurde verpasst.“
Im Oktober 2020 äußerte er sich im Standard noch einmal kritisch zum Pandemie-Management und empfahl u. a. „dringend“, mit Ländern und Bezirken einheitliche Regeln zu vereinbaren. Er war nun oft medial präsent, so mehrfach in ORF, Standard, Kleiner Zeitung oder im Focus. Im Dezember 2021 verfasste er eine Stellungnahme gegen das geplante Impfpflichtgesetz. Im August 2022 nannte er eine Corona-Impfpflicht bei AUF1 „unwissenschaftlich“; sein Task-Force-Rückzug sei keine „Kritik an den Maßnahmen“ gewesen, ihm hätten dort aber „sehr viele Perspektiven“ gefehlt sowie die Aussicht, diejenige auf Public Health „durch(zu)setzen (… Mitgrund) war die Eskalation vom Kanzler am 30. März mit 100.000 Toten“. Das große mediale Echo habe ihn sehr überrascht.

## Werke (Auswahl)
- Bücher als Herausgeber:
  - Public health in Österreich und Europa. Aufsatzsammlung; Festschrift anlässlich einer Emeritierung. Pabst Science Publishers, Lengerich/Westfalen 2005, ISBN 978-3-89967-290-9.
  - mit Martin Rümmele: Wir denken Gesundheit neu! Corona als Chance für eine Zeitenwende im Gesundheitswesen. Aufsatzsammlung. Ampuls Verlag, Wien 2020, ISBN 978-3-9519818-0-2.
- Bücher als Autor:
  - Das Corona-Rätsel. Tagebuch einer Pandemie. Seifert Verlag, Wien 2020, ISBN 978-3-904123-34-1.[18]
  - Corona – Des Rätsels Lösung? Faktencheck einer Pandemie. Seifert Verlag, Wien 2022, ISBN 978-3-904123-56-3.
- Aufsätze:
  - „Wir brauchen einen wissenschaftlichen Diskurs ohne Tabus“. In: SpringerLink. Nr. 63, 26. Oktober 2022, S. 8 (springer.com).
  - Zwei Nachbarländer, eine Pandemie. In: SpringerLink. Band 64, 6. März 2023, S. 19–21 (springer.com).
  - Ein gesamtgesellschaftliches und soziales Ereignis. In: Monitor Versorgungsforschung. Nr. 5, 2023, S. 34 (monitor-versorgungsforschung.de [PDF]).